# سرة الفرس (نجم)
سرة الفرس أو إلفا الفرس المرأة المسلسلة Alpha Andromedae اسمه التقليدي Alpheratz مشتق من الاسم العربي. و هو ألمع نجوم كوكبة المرأة المسلسلة يقع إلى الشمال الشرقي من كوكبة الفرس الأعظم . يبعد 97 سنة ضوئية عن الأرض. و هو نجم ثنائي على الرغم من أنه يبدو عبارة عن نجم مفرد و يملك قدر ظاهري 2.06 و بالتالي فهو حسب التصنيف النجمي يتألف من نجمين يدوران حول بعضهما بمدار صغير نسبيا.

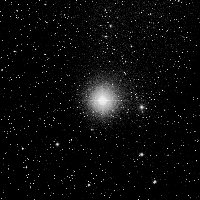

## النظام
يمكن تحديد السرعة الإشعاعية النجمية بواسطة قياس الانزياح الأحمر عن الطيف. وقد أجرى الفلكي الأمريكي فيستو سيلفر سلسلة من العمليات الحسابية اعتماد على الانزياح بين السنين 1902 و1940 إلى الأحمر ليلاحظ أن السرعة الشعاية لسرة الفرس تتغير بشكل دوري ليخلص إلى نتيجة أن هذا النجم يتألف من نظام ثنائي مع فترة مدارية 100 يوم .
من المعروف الآن أن النجمين يدوران حول بعضهما البعض خلال فترة مدارية 96.7 يوم . النجم الأكبر و الأكثر لمعانا ينتمي إلى الفئة الطيفية B8IV. تساوي كتلته تقريبا 3.6 من كتلة الشمس و تصل درجة حرارة سطحه إلى 13800 درجة كلفن. أم إصدار جميع أنواع الأمواج و الضياء يصل إلى 200 ضعف الشمس. أما النجم الثاني فتصل كتلته إلى 1.8 ضعف كتلة الشمس و درجة حرارة سطحة 8500 كلفن و اصداره من مجموع الاشعة و الضياء إلى 10 اضعاف الشمس . وهو اقرب ما يكون ينتمي إلى الفئة الطيفية A3V .

## الخصوصية الكيميائية
أفادت تقارير علمية سنة 1904 أن سرة الفرس لديه خطوط طيفية غير عادية. و أشارت التقارير إلى أن أكثر هذا الشذوذ نتيجة المنغنيز. سنة 1931 حدد ويليام ويلسون مورغان 12 نجم ينتمون إلى هذه المجموعة. و لاحقا صنفت هذه النجوم ضمن مجموعة نجوم منغنيزية زئبقية, و التي تفرض تواجد عناصر مثل الزئبق والمنغنيز والفوسفور والغاليوم ضمن غلافه الجوي .
دائما ما تحوي النجوم الرئيسية في مجموعة النجوم المنغنيزية الزئبقية على عنصر الزينون.